# Kalwaria Pakoska
Kalwaria Pakoska − zespół 25 kaplic pasyjnych w Pakości wraz z Klasztorem franciszkanów pw. św. Bonawentury, nazywana Kujawską Jerozolimą.
Ufundowana w 1628, jest drugim tego typu zespołem sakralnym, po Kalwarii Zebrzydowskiej, powstałym na ziemiach polskich. W 1671 sprowadzono relikwie drzewa Krzyża Świętego (jest to obecnie największa cząstka relikwii Krzyża Świętego w Polsce). Ich kult potwierdził uroczyście bp Stanisław Dziannota 12 września 1671. Stacje upamiętniające wydarzenia z Golgoty znajdują się na Wzgórzu Ludkowskim.

## Historia
Drogi Pojmania i Krzyżową wytyczył w 1628 ks. Wojciech Kęsicki. Posłużył się dziełem holenderskiego mnicha Adrichomiusa Theatrum Terrae Sanctae et Biblicarum Historiarum cum tabulis geographicis aere expressis. Ierusalem sicut tempore floruit, wydanego w Kolonii w 1584. Rok później Działyńscy oddali pod zabudowę kaplicami kalwaryjskimi własne ziemie na terenie miasta i w okolicy. Biskup gnieźnieński Jan Wężyk wydał dokument potwierdzający, noszący datę 5 marca 1631. Opiekę nad kalwarią przejęli 22 grudnia 1631 franciszkanie reformaci z wielkopolskiej Prowincji św. Antoniego. Klasztor pakoski był dwunastą fundacją tego zakonu w Polsce.
Przed 1647 istniały już pierwsze drewniane kaplice, stopniowo wznoszono murowane. Na kapitule prowincjalnej, która miała miejsce w Brzezinach koło Łodzi, reformaci podjęli się pełnej opieki nad kalwarią 13 października 1646. Działalność braci mniejszych spotykała się z oporami ze strony kleru diecezjalnego, który nieprzychylnie patrzył na dalszą rozbudowę i związaną z nim zbiórkę datków wśród okolicznej ludności i biorących udział w nabożeństwach pątników. W 1661 proboszcz pakoski Sebastian Dulski, zachęcony przez innych proboszczów, wniósł do trybunału diecezjalnego sprawę o pozbawienie reformatów prawa do zarządzania kalwarią. Pomimo tych trudności budowano kolejne kaplice. Dwie z nich konsekrowano jako kościoły: Kaplica Ukrzyżowania, konsekrowana 14 września 1691 przez sufragana gnieźnieńskiego bpa Wojciecha Stanowskiego oraz Kaplica Kajfasza (Więzienie), konsekrowana 4 czerwca 1797 przez Michała Kościerza Kosmowskiego.
Kalwaria pod opieką reformatów przeżyła w 1654 najazd wojsk szwedzkich. Sprofanowano wówczas kaplice, zniszczono drzwi i pocięto obrazy. W latach 1656 i 1677 wraz z ludnością Pakości zakonnicy doświadczyli epidemii. Dwóch z nich, którzy schronili się w kaplicy Ogrodu Oliwnego, zmarło 3 sierpnia 1656. W pobliżu kaplic miała miejsce jedna z potyczek konfederatów barskich z oddziałami rosyjskimi 19 marca 1769 − bitwa pod Pakością. Polegli Polacy zostali pochowani w pobliżu Kaplicy Wniebowstąpienia. Franciszkanie opiekowali się kalwarią pakoską aż do kasaty, którą przeprowadził rząd pruski w 1832.
Akt rządowy poprzedziły działania zmierzające do osłabienia sił katolickich na terenie protestanckiego Królestwa Prus. W 1808 zabroniono przyjmowania nowicjuszy. W momencie zamknięcia klasztoru w Pakości przebywało w nim trzech zakonników. Gwardian o. Nepomucen Zdybaliński oraz kaznodzieja o. Florentyn Okolewski 10 maja 1840 udali się do Strzelna, gdzie zmarli. Od 1839 kalwaria była zarządzana przez miejscowego proboszcza diecezjalnego. W dobie porozbiorowej kontynuowano odprawianie kalwaryjskich nabożeństw. W 1841 abp gnieźnieński Marcin Dunin w Pakości dziękował za uwolnienie z więzienia. W roku 1864 obchody kalwaryjskie przybrały wymiar patriotyczny. W latach nieobecności franciszkanów proboszczowie Walenty i Paweł Chądzyńscy, Feliks Chylewski czy Józef Kurzawski troszczyli się o kalwaryjskie kaplice. Również świeckie osoby dbały o konserwację miejsc kultu.
Franciszkanie powrócili do Pakości 9 września 1931. Byli to zakonnicy z Prowincji Niepokalanego Poczęcia NMP w Prusach i w Wielkim Księstwie Poznańskim (obecnie Prowincja Wniebowzięcia Najświętszej Maryi Panny Zakonu Braci Mniejszych w Katowicach). Prymas August Hlond pozwolił na zatrzymanie się w dawnym domu kwestarzy przy Kościele Ukrzyżowania. Przekazanie kalwarii − Traditio Calvariae − miało miejsce 20 września 1932. Na przełomie 1933−1934 celebrowano w Kościele katolickim rok jubileuszowy, kalwaria pakoska była ustanowiona jednym z kościołów jubileuszowych. W czasie II wojny światowej charakter sakralny zachowała jedynie kaplica Grobu Pańskiego. Po wywiezieniu do obozu koncentracyjnego o. Ireneusza Tymy OFM część kaplic zamieniono na magazyny. Kolejny raz franciszkanie powrócili do Pakości 21 maja 1945 − o. Henryk Kania OFM. Dopiero 8 czerwca 1971 prymas Stefan Wyszyński zezwolił braciom mniejszym na powrót do Klasztoru św. Bonawentury, który był ich pierwotną placówką w Pakości. Od 1980 franciszkanie opiekują się także parafią pakoską. W 1991 powstała nowa prowincja zakonna św. Franciszka z Asyżu z siedzibą prowincjała w Poznaniu. Opiekę nad kalwarią i klasztorem pakoskim sprawują obecnie zakonnicy z tej prowincji. W 2000 kalwaria ustanowiona została sanktuarium dekretem ówczesnego abpa gnieźnieńskiego Henryka Muszyńskiego. Obecnie decyzją abpa Archidiecezji Gnieźnieńskiej Wojciecha Polaka, Prymasa Polski Kalwaria Pakoska została Archidiecezjalnym Sanktuarium Męki Pańskiej. 
Na terenie kalwarii istnieją dwie parafie prowadzone przez franciszkanów: Parafia Pana Jezusa Ukrzyżowanego i Matki Bożej Bolesnej w Pakości-Kalwaria i Parafia św. Bonawentury w Pakości.

## Stacje kalwaryjskie

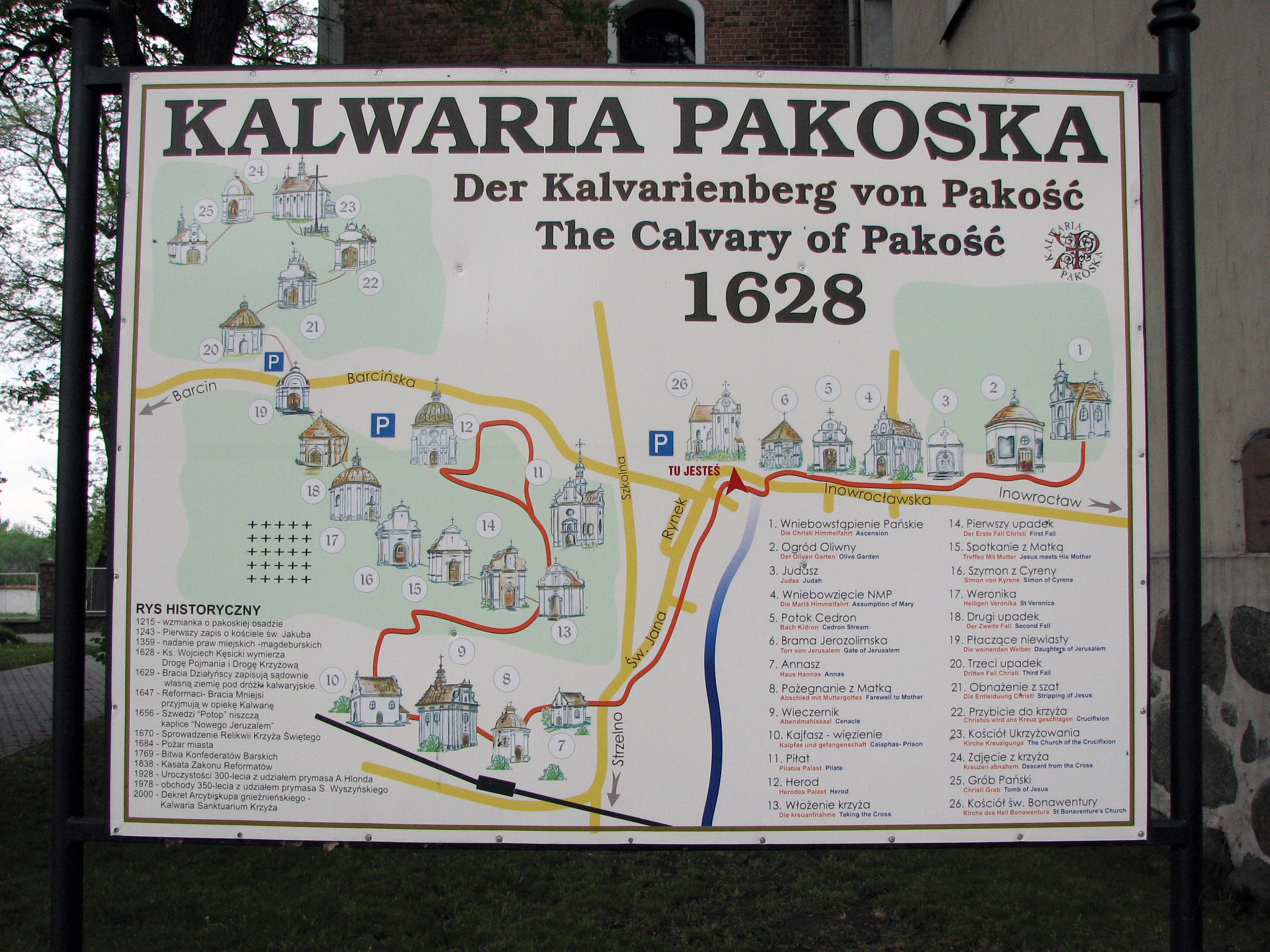
Plan Kalwarii Pakoskiej, 2011

Założenie topograficzne Kalwarii Pakoskiej w sposób pośredni opiera się na topografii Miejsc świętych w Jerozolimie (usytuowanie ostatnich stacji Drogi Krzyżowej na wzniesieniu, most na Cedronie itp.). Na kalwarię składa się 26 stacji, w tym dwa kościoły − klasztorny św. Bonawentury i Ukrzyżowania.
Uczestniczący w obchodach kalwaryjskich pątnicy biorą udział w celebracjach w następujących kaplicach i kościołach:
- Wniebowstąpienie Pańskie
- Ogród Oliwny
- Judasz
- Wniebowzięcie NMP
- Potok Cedron
- Brama Jerozolimska
- Annasz
- Pożegnanie z Matką
- Wieczernik
- Kajfasz - Więzienie
- Piłat
- Herod
- Włożenie Krzyża
- Pierwszy upadek
- Spotkanie z Matką
- Szymon z Cyreny
- Weronika
- Drugi upadek
- Płaczące niewiasty
- Trzeci upadek
- Obnażenie z szat
- Przybicie do Krzyża
- Kościół Ukrzyżowania
- Zdjęcie z Krzyża
- Grób Pański
- Kościół św. Bonawentury